# Desierto de Black Rock
El desierto de Black Rock (en inglés: Black Rock Desert, literalmente, 'desierto [de la] Roca Negra') es una región semiárida del interior de los Estados Unidos, parte de la Gran Cuenca, localizada en el extremo noriental del estado de Nevada. Comprende una superficie de unos 2 590 km² y se encuentra a unos 160 km al norte de la ciudad de Reno.
La región se caracteriza por sus características paleogeológicas; por ser un área con importantes senderos históricos seguidos por los emigrantes para llegar a California en el siglo XIX (más de 120 km); por ser un lugar de los aficionados a la cohetería y también para establecer récords de velocidad en tierra (Mach 1.02 en 1997), como lugar alternativo a las salinas de Bonneville del noroeste de Utah. También es la ubicación del festival anual Burning Man.
El área está protegida e incluida en el Área de Conservación Nacional Desierto de Black Rock-Senderos de los emigrantes Cañón High Rock (Black Rock Desert-High Rock Canyon Emigrant Trails National Conservation Area).

## Geografía
La región del desierto de Black Rock se encuentra en el noroeste del estado de Nevada. Se extiende unos 160 km en dirección norte desde la pequeña ciudad de Gerlach, y está delimitada por las montañas de Jackson, al este, y las montañas Calico, al oeste.
El desierto de Black Rock, perteneciente a la ecorregión estepa arbustiva de la Gran Cuenca, es una región semiárida de lechos de lava y playas o pisos alcalinos. Se encuentra en la sección norte de Nevada de la Gran Cuenca, siendo un lecho de un antiguo lago seco que fue un remanente del antiguo lago Lahontan del Pleistoceno. La precipitación anual media (años 1971-2000) en Gerlach (extremo sudoeste del desierto) es de aprox. 200 mm. La Gran Cuenca —nombrada por ser un conjunto de cuencas endorreicas causadas por una geografía en la que el agua no puede fluir hacia fuera y permanece en ella— es una tierra agreste serrada por cientos de cadenas montañosas, secada por el viento y el sol, con cielos espectaculares y paisajes de gran belleza.
El desierto de Black Rock es parte de la Black Rock Desert-High Rock Canyon Emigrant Trails, un área de conservación nacional (NCA, National Conservation Area), una unidad de la Oficina de Administración de Tierras (BLM, Bureau of Land Management) perteneciente al Sistema de Conservación de Paisajes Nacional (NLCS, National Landscape Conservation System). La NCA fue establecida por la legislación en el año 2000. Es una combinación única de playa desierto, estrechos cañones y zonas montañosas.

## Historia
Hay evidencias de que los seres humanos han estado en el desierto de Black Rock desde aproximadamente 11.000 a. C. En el año 1300 a. C. la zona fue poblada por el pueblo paiute. La gran formación rocosa negra fue utilizada como un punto de referencia por los paiute y emigrantes posteriores que cruzaron la zona. El punto de referencia es un afloramiento cónico compuesto por intercalaciones de calizas marinas del Pérmico y rocas volcánicas. En su base hay una gran fuente termal y praderas cubiertas de hierba, siendo un lugar importante para los que cruzaban el desierto rumbo a California y Oregón. En 1843, John C. Frémont y su partida fueron los primeros hombres blancos que cruzaron el desierto y su ruta fue utilizada por más de la mitad de los 22.000 buscadores de oro que se dirigieron a California después de 1849. En 1867, se estableció Hardin City, una localidad de corta duración con un molino plata (ahora una ciudad fantasma).